# Trznadle

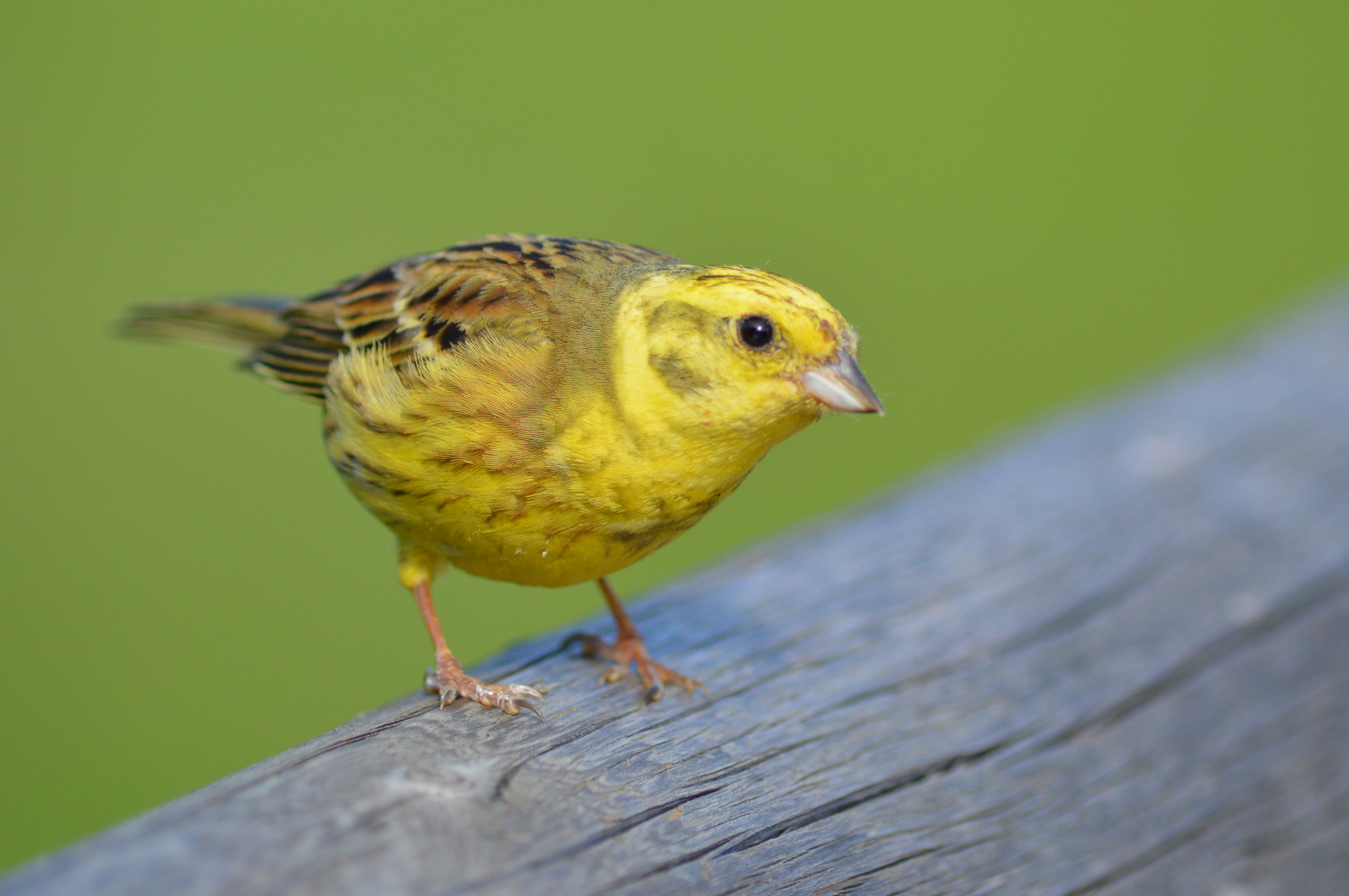
Trznadel zwyczajny (Emberiza citrinella)

Trznadle, trznadlowate (Emberizidae) – rodzina ptaków z rzędu wróblowych (Passeriformes). Obejmuje ponad 40 gatunków. Są to małe lub średnie ptaki, odżywiające się przeważnie owadami bądź ziarnami. Zamieszkują Eurazję i Afrykę.

## Systematyka
Klasyfikacja ptaków zaliczanych do tej rodziny ulegała wielu zmianom. Uważane były za podrodzinę Emberizinae w rodzinie łuszczakowatych. Później podniesiono je do rangi rodziny Emberizidae, przy czym zaliczano do niej kilka podrodzin (kardynały, tanagry, pluszogłówki i tersyny), które ostatnio są wyodrębniane jako samodzielne rodziny. W takim ujęciu rodzinę trznadli tworzą następujące rodzaje: 
- Fringillaria Swainson, 1837
- Melophus Swainson, 1837 – jedynym przedstawicielem jest Melophus lathami (J.E. Gray, 1831) – trznadel rudoskrzydły
- Granativora G.R. Gray, 1855
- Emberiza Linnaeus, 1758
- Schoeniclus T. Forster, 1817

W ujęciu systematycznym stosowanym m.in. przez Międzynarodowy Komitet Ornitologiczny (IOC) czy Międzynarodową Unię Ochrony Przyrody (IUCN) rodzina trznadli jest monotypowa, a jedyny wyróżniany rodzaj to Emberiza.